# Karla (1965)
Karla ist ein vom DEFA-Studio Gruppe Berlin produziertes Drama mit Jutta Hoffmann in der Hauptrolle.
Seine Aufführung in der DDR fiel wie andere Filme der Jahresproduktion 1965/66 dem 11. Plenum des ZK der SED zum Opfer. Der Schnitt einzelner Szenen konnte nicht verhindern, dass letztlich der ganze Film wegen seines Plädoyers für die Meinungsfreiheit verboten wurde. Somit zählt er zu den sogenannten Kellerfilmen der DEFA. Die Premiere konnte erst im Juni 1990 im Berliner Kino International stattfinden.

## Handlung
Karla Blum hat soeben ihr Universitätsstudium in Berlin beendet und soll in einer Kleinstadt im Norden der DDR an der Theodor-Fontane-Oberschule ihre erste Stelle als Deutsch- und Geschichtslehrerin in einer 12. Klasse antreten. Die junge, selbstbewusste Lehrerin möchte ihren Schülern nicht nur Stoff vermitteln, sondern vor allem selbständiges und kritisches Denken beibringen. Ihr unkonventionelles Verhalten, das im Gegensatz zu den ideologisch vorgegebenen sozialistischen Denkmustern steht, führt bei Schülern, Kollegen, Direktor, Schulrätin und Behörde zu unterschiedlichen Reaktionen. Nur der vom Krieg und den bitteren Erfahrungen der Nachkriegszeit geprägte Direktor, der die Staatsbürokratie verabscheut, versucht sie zu unterstützen. Auch in der gleichwertigen und toleranten Liebesbeziehung zum Journalisten Kaspar, der, weil er die Verbrechen Stalins nicht aufdecken durfte, aus Protest seinen Beruf aufgab, findet sie einen Rückhalt. Als Karla von der Schule für ihren Unterricht einen Preis erhält, merkt sie, dass sie mit ihrer Vorsicht den Forderungen der Schulleitung nachgegeben und – wie Kaspar – innerlich resigniert hat. Diese Erkenntnis veranlasst sie, ihren ursprünglichen nonkonformistischen Ansatz wieder aufzunehmen. Ihren privaten Ausflug ans Meer mit dem rebellischen Schüler Rudi nimmt die Schulbehörde zum Anlass, sie an eine andere Schule zu versetzen. Sie sitzt bereits im Zug, um die Kleinstadt zu verlassen, als Kaspar im letzten Moment aufspringt, um sich ihr anzuschließen.

## Produktion
Der Film wurde 1965 in Berlin, Greifswald, am Schwielowsee und auf Zingst gedreht.

## Kritik
„KARLA, gedreht in Totalvision und Schwarzweiß, mit wunderschönen tiefenscharfen Bildern Günter Osts, ist zwar ein alter, aber längst kein veralteter Film. Denn nach wie vor macht er vielen zu schaffen: der Widerspruch zwischen aktiver, kontinuierlicher Wahrheitssuche und Anpassung, zwischen dem Beharren auf der eigenen Meinung und opportunistischem Schweigen. KARLA sollte jedem Jugendlichen an der Schwelle zum Erwachsensein wenigstens einmal vorgeführt und in jeder Klasse diskutiert werden.“ (Ralf Schenk, KJK 45 / 91)
„Als psychologisches Kammerspiel inszenierte Studie, die in der DDR nach verstümmelnden Schnitten verboten wurde. Sie beschreibt das Ringen junger Menschen nach Wahrheit und den sehnlichen Wunsch, diese Wahrheit auch sagen und leben zu können. Die Zensoren bestätigten, daß der Film zwar gut gemeint sei, aber "objektiv" schade. Glaubwürdig auch durch den Charme der Hauptdarsteller.“ – Lexikon des internationalen Films